# Vanuatu ai Giochi della XXIX Olimpiade
Vanuatu ha partecipato alle Olimpiadi di Pechino dall'8 al 24 agosto 2008. Un totale di tre atleti hanno gareggiato, tra cui due donne ed un uomo La giocatrice di Tennis tavolo Priscilla Tommy è stata la portabandiera di Vanuatu nella cerimonia d'apertura.

## Atletica leggera
Moses Kamut e Elis Lapenmal, che hanno entrambi vinto la medaglia d'argento ai South Pacific Mini Games, hanno rappresentato Vanuatu nei 100 metri.
Femminile
| Atleta        | Evento | Batteria | Batteria  | Semifinale | Semifinale | Finale     | Finale     |            |
| Atleta        | Evento | Tempo    | Posizione | Tempo      | Posizione  | Tempo      | Posizione  |            |
| ------------- | ------ | -------- | --------- | ---------- | ---------- | ---------- | ---------- | ---------- |
| Elis Lapenmal | 100 m  | 13.31    | 8         | non avanzò | non avanzò | non avanzò | non avanzò | non avanzò |

Maschile
| Atleta      | Evento | Batteria | Batteria  | Semifinale | Semifinale | Finale     | Finale     |            |
| Atleta      | Evento | Tempo    | Posizione | Tempo      | Posizione  | Tempo      | Posizione  |            |
| ----------- | ------ | -------- | --------- | ---------- | ---------- | ---------- | ---------- | ---------- |
| Moses Kamut | 100 m  | 10.81    | 7         | non avanzò | non avanzò | non avanzò | non avanzò | non avanzò |

## Tennis tavolo
Femminile
| Atleta          | Evento  | Preliminari          | Round 1              | Round 2              | Round 3              | Round 4              | Quarti di finale     | Semifinale           | Finale               |
| Atleta          | Evento  | Avversario Risultato | Avversario Risultato | Avversario Risultato | Avversario Risultato | Avversario Risultato | Avversario Risultato | Avversario Risultato | Avversario Risultato |
| --------------- | ------- | -------------------- | -------------------- | -------------------- | -------------------- | -------------------- | -------------------- | -------------------- | -------------------- |
| Priscilla Tommy | Singolo |                      | Odorova P 0-4        |                      |                      |                      |                      |                      |                      |